# Anomophysis soembensis
Anomophysis soembensis là một loài bọ cánh cứng trong họ Cerambycidae.